# Australian Open 2014 - Doppio leggende femminile

## Tabellone

### Legenda
| - Q = Qualificato - WC = Wild card - LL = Lucky loser | - ALT = Alternate - SE = Special Exempt - PR = Protected Ranking | - w/o = Walkover - r = Ritirato - d = Squalificato |

### Gruppo unico
|  |                                    | Austin Fernandez | Bradtke Stubbs      | Hingis Navrátilová  | Majoli Schett    | RR V–P | Set V–P | Game V–P | Posizione |
|  | Tracy Austin Mary Joe Fernández    |                  | 4–6, 6(4)–7         | 3–6, 3–6            | 4–6              | 0–3    | 0–5     | 19–31    | 4         |
|  | Nicole Bradtke Rennae Stubbs       | 6–3, 7–6(4)      |                     | 7–6(3), 1–6, [10–6] | 6–3, 3–6, [10–7] | 3–0    | 6–2     | 32–30    | 1         |
|  | Martina Hingis Martina Navrátilová | 6–3, 6–3         | 6(3)–7, 6–1, [6–10] |                     | 7–6(3), 6–4      | 2–1    | 5–2     | 37–25    | 2         |
|  | Iva Majoli Barbara Schett          | 6–4              | 3–6, 6–3, [7–10]    | 6(3)–7, 4–6         |                  | 1–2    | 2–4     | 25–27    | 3         |

La classifica viene stilata in base ai seguenti criteri: 1) Numero di vittorie; 2) Numero di partite giocate; 3) Scontri diretti (in caso di due giocatori pari merito ); 4) Percentuale di set vinti o di games vinti (in caso di tre giocatori pari merito ); 5) Decisione della commissione.